# محمد ولد غزوانی
محمد ولد غزوانی (انگلیسی: Mohamed Ould Ghazouani؛ متولد ۴ دسامبر ۱۹۵۶) افسر نظامی و یک ژنرال سابق و سیاستمدار اهل موریتانی است او همچنین مدیر کل سابق امنیت ملی و رئیس سابق ارتش موریتانی از سال ۲۰۰۸ تا ۲۰۱۸ بوده است. وی همچنین وزیر دفاع موریتانی از اکتبر ۲۰۱۸ تا مارس ۲۰۱۹ بوده است.
غزوانی در ۲۲ ژوئن ۲۰۱۹ پس از انتخابات ریاست جمهوری به عنوان رئیس‌جمهور موریتانی انتخاب شد. پیروزی محمد ولد غزوانی در انتخابات ریاست جمهوری موریتانی ۲۰۱۹ به عنوان اولین انتقال مسالمت آمیز قدرت این کشور از زمان استقلال انجام شد.
غزوانی از فوریه ۲۰۲۴ به عنوان رئیس اتحادیه آفریقا خدمت کرده است.

## فعالیت‌های حرفه‌ای

### ارتش
او در اواخر دهه ۱۹۷۰ به ارتش موریتانی پیوست. غزوانی به آموزش به عنوان افسر ارتش در مراکش ادامه داد. او مدرک لیسانس و مدرک کارشناسی ارشد خود را در اداره و علوم نظامی و چندین گواهینامه و دوره‌های آموزش جنگی را در ارتش تکمیل کرد.
غزوانی یکی از متحدان رئیس‌جمهور فعلی محمد ولد عبدالعزیز است او شریک وی در سرنگونی رئیس‌جمهور سیدی محمد ولد الشیخ عبدالله در سال ۲۰۰۸ بود و عضو شورای نظامی بود که رئیس‌جمهور سابق معاویه ولد سید احمد طایع را در سال ۲۰۰۵ سرنگون کردند.